# Яцино Олег Валентинович
Оле́г Валенти́нович Яци́но — полковник запасу, директор Департаменту кадрової політики Міністерства оборони України.
З дружиною Тетяною Олександрівною проживає у місті Київ.
Посаду завідувача департаменту займає з середини 2000-х років; від грудня 2015-го — четвертий ранг державного службовця.

## Нагороди
За особисту мужність і героїзм, виявлені у захисті державного суверенітету та територіальної цілісності України, вірність військовій присязі під час бойових дій та при виконанні службових обов'язків, відзначений — нагороджений
- 13 серпня 2015 року — орденом За заслуги III ступеня.